# Lothar Emil Träder
Lothar Emil Träder (* 19. April 1932 in Berlin) ist ein deutscher Historiker, Pädagoge und Publizist sowie Herausgeber. Im Wesentlichen wirkte er in der heutigen Freikirche der Siebenten-Tags-Adventisten in Deutschland.

## Herkunft, Studium und Tätigkeiten
Lothar E. Träder wurde als erstes Kind von Emil Träder und dessen Ehefrau Lissi, geb. Luczak, in Berlin geboren. Der Vater war Schneidermeister. Er wuchs in kleinbürgerlichen Verhältnissen auf. Er besuchte, mit kriegsbedingter Unterbrechung von zwei Jahren im brandenburgischen Guben, die Robert-Koch-Oberschule (seit 1945, vormals die Litzmann-Schule in der Schleiermacherstraße 23 – das heutige Leibniz-Gymnasium), in der Dieffenbachstraße 60 in Berlin-Kreuzberg. Im Jahr 1951 wurde ihm dort seine Hochschulreife bestätigt.
Da er sich 1948, im Alter von 16 Jahren, durch die Erwachsenentaufe den Siebenten-Tags-Adventisten angeschlossen hatte, besuchte er dann zunächst verschiedene Ausbildungsstätten und Seminare dieser Freikirche.
Ab dem Sommersemester 1954 studierte er an der Johann Wolfgang Goethe-Universität in Frankfurt am Main Geschichte und Germanistik. Zu seinen Hochschullehrern gehörten u. a. Paul Kirn, Otto Vossler, Hermann Strasburger, Josef Kunz, Max Horkheimer sowie Heinrich Weinstock. Auf Anregung von Paul Kirn und dem Staatsarchivdirektor Ludwig Clemm (Darmstadt) schloss er seine Studien mit der Dissertation „Geschichte der wirtschaftlichen Entwicklung des Klosters Ober-Ilbenstadt in der Wetterau“ am 8. Juli 1959 ab.
Danach arbeitete er als Lehrer und Dozent am Schulzentrum Marienhöhe, vormals Seminar Marienhöhe. Als langjähriger Schulleiter beendete er seine berufliche Tätigkeit dort; zuletzt dort im Rang eines Oberstudiendirektors (OStD i. R.). Am 21. April 2012 fand auch dort zu seinem 80. Geburtstag eine Akademische Feier statt, die von Johann Gerhardt (1937–2017) mitgestaltet wurde.
Lothar E. Träder verbringt seinen Ruhestand in Südhessen und ist verheiratet.

## Herausgeber, Mitherausgeber und Mitgliedschaften
- Gründungsmitglied des 'Adventistischen Wissenschaftlichen Arbeitskreises e.V.' (AWA) im Jahr 1972, dadurch Mitherausgeber und Editor Vereinspublikationen wie der „Stufen“, „Der Adventglaube in Geschichte und Gegenwart“ (AGG) und des „AWA-Almanach“.
- Gründungsmitglied und Initiator des Adventistischen Studentenwerkes (ASW), heute Studierendenwerk der Adventjugend
- mit Dr. Siegfried Lüpke: Kirchengeschichte 1, Darmstadt 1972
- mit Baldur Pfeiffer / George R. Knight: Die Adventisten und Hamburg: Von der Ortsgemeinde zur internationalen Bewegung (Adventistica / Forschungen zur Geschichte und Theologie, Adventist History and Theology, Band 4) Peter Lang, Frankfurt am Main 1992, ISBN 3-631-44635-7.

- Der Nationalsozialismus und die Adventgemeinde. Referate und Predigt gehalten während der Herbsttagung des AWA in Freudenstadt vom 18.-20.10.1985. (AGG) Darmstadt 1986
- mit Daniel Heinz: Die Trinitätslehre in Geschichte, Bibel und Adventgemeinde (AGG) Darmstadt 1997
- mit Dieter Leutert: Die charismatische Herausforderung in der Adventgemeinde (AGG) Darmstadt 1999
- mit Hans J. Heinrichs: Über die Macht der Musik und ihren Einfluss auf den Menschen (AGG) Darmstadt 1999
- mit Walter Bromba: Identität und Mission (AGG) Darmstadt 2000
- Mitinitiator und im Kuratorium der „Gemeindeakademie der Freikirche der Siebenten-Tags-Adventisten“ (GAF) in Deutschland

## Publikationen
- Geschichte der wirtschaftlichen Entwicklung des Klosters Ober-Ilbenstadt in der Wetterau Inaugural-Dissertation zur Erlangung des Doktorgrades der Philosophischen Fakultät der Johann Wolfgang Goethe.Universität in Frankfurt  am Main, 8. Juli 1859[1]
- Unsere Kinder – unsere Zukunft, Saatkorn-Verlag, Hamburg 1971, ISBN 3-87689-132-9
- Friede ohne Zukunft – Zukunft ohne Friede? Saatkorn-Verlag, Hamburg 1982, ISBN 3-8150-0162-5 / ISBN 978-3-8150-0162-2
- Wir werden IHN sehen (Christus kommt wieder.) Saatkorn-Verlag, Hamburg 1988, ISBN 3-87689-194-9 / ISBN 978-3-87689-194-1
- Der grosse Aufbruch, Saatkorn-Verlag Hamburg 1990, ISBN 3-8150-0813-1 / ISBN 978-3-8150-0813-3
- Der stille Exodus, Advent-Verlag Lüneburg, 2003, ISBN 3-8150-1856-0 / ISBN 978-3-8150-1856-9
- Siebenten-Tags-Adventisten Ein Name – ein Bekenntnis, Sabbat. Wiederkunft. Reich Gottes (Glauben heute EXTRA 01), Lüneburg 2019, ISBN / EAN: 9783815015247